# Una Chin-Riley
Una Chin-Riley, oorspronkelijk alleen bekend als Number One, is een personage uit het Star Trek-universum. Ze is Christopher Pikes rechterhand tijdens zijn kapiteinschap van het ruimteschip Enterprise.
Ze verscheen voor het eerst in The Cage, de eerste pilotaflevering uit 1965 van de originele serie en werd gespeeld door Majel Barrett. De pilot werd afgewezen en de meeste personages, waaronder Number One, werden weggelaten uit de tweede pilot en de daaropvolgende serie. Beelden uit The Cage met het personage werden hergebruikt in de dubbelaflevering The Menagerie in 1966, waarmee Pike en Number One werden neergezet als leden van een eerdere bemanning van de Enterprise.
Barrett zelf, die de echtgenote werd van Star Trek-bedenker Gene Roddenberry, zou van 1966 tot 2009 een aantal niet-gerelateerde personages in de franchise vertolken, zoals verpleegster Christine Chapel in de originele serie, Lwaxana Troi in Star Trek: The Next Generation en de stem van de Enterprise-computer voor beide series.
In het tweede seizoen van Star Trek: Discovery, dat zich afspeelde in de periode dat Pike de kapitein van de Enterprise was, verscheen het personage Number One, gespeeld door Rebecca Romijn, voor het eerst in 53 jaar weer op het scherm. Romijn hernam haar rol vanaf 2022 in Star Trek: Strange New Worlds, een serie die draait om de avonturen van Pikes bemanning.
Number One wordt beschreven als een zeer vindingrijk persoon en heeft een voorliefde voor pittig eten. In de aflevering Such Sweet Sorrow van Discovery wordt onthuld dat haar voornaam "Una" is, terwijl in de aflevering Ghosts of Illyria van Strange New Worlds blijkt dat haar volledige naam "Una Chin-Riley" luidt en dat ze altijd heeft geheimgehouden dat ze geen mens is maar Illyriaan.

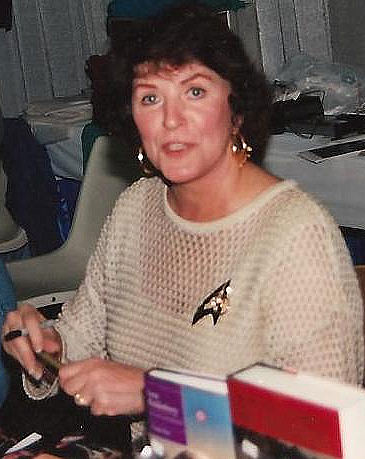
Majel Barrett speelt Number One in de pilotaflevering van de oorspronkelijk Star Trek-serie
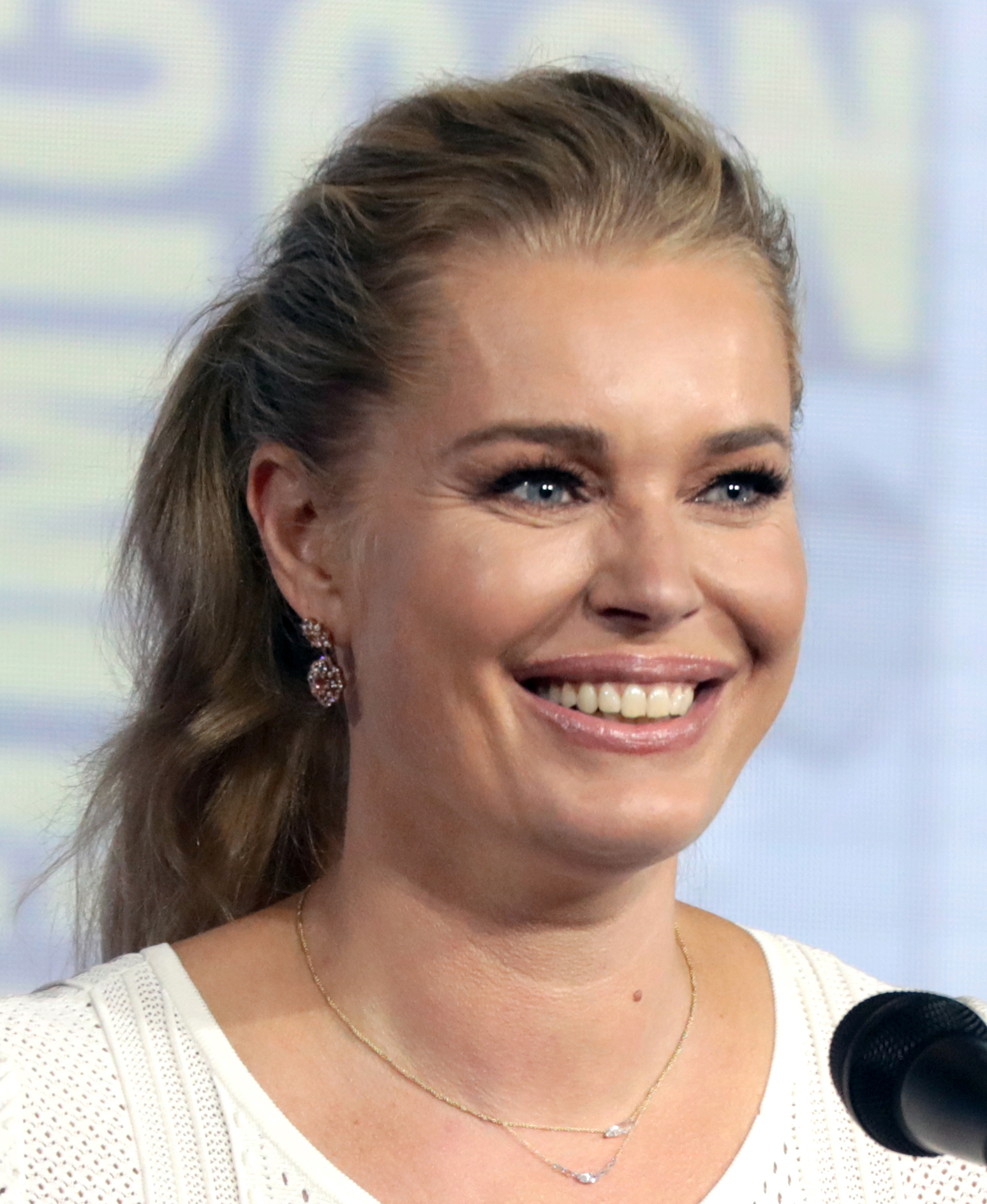
Rebecca Romijn speelt Number One in Discovery en Strange New Worlds